# Oenothera ploompuui
Oenothera ploompuui är en dunörtsväxtart som beskrevs av Rostanski. Oenothera ploompuui ingår i släktet nattljussläktet, och familjen dunörtsväxter. Inga underarter finns listade i Catalogue of Life.